# Communauté de communes du Secteur d’Illfurth
Die Communauté de communes du Secteur d’Illfurth (CCSI) ist ein ehemaliger französischer Gemeindeverband mit der Rechtsform einer Communauté de communes im Département Haut-Rhin in der Region Grand Est. Sie wurde am 17. Juli 2001 gegründet und umfasste neun Gemeinden. Der Verwaltungssitz befand sich im Ort Illfurth.

## Historische Entwicklung
Mit Wirkung vom 1. Januar 2016 fusionierten die beiden Mitgliedsgemeinden Spechbach-le-Bas und Spechbach-le-Haut zur neuen Gemeinde Spechbach.
Per 1. Januar 2017 wurde der Gemeindeverband mit
- Communauté de communes Ill et Gersbach,
- Communauté de communes du Jura Alsacien,
- Communauté de communes d’Altkirch und
- Communauté de communes de la Vallée de Hundsbach

zunächst zur Communauté de communes d’Altkirch et Environs zusammengeschlossen, die kurz danach auf die aktuelle Bezeichnung Communauté de communes Sundgau umbenannt wurde.

## Ehemalige Mitgliedsgemeinden
1. Frœningen
2. Heidwiller
3. Hochstatt
4. Illfurth
5. Luemschwiller
6. Saint-Bernard
7. Spechbach
8. Tagolsheim
9. Walheim